# Alkotmányos Demokrata Párt (Japán)
Az Alkotmányos Demokrata Párt (japánul 立憲民主党, átírással Rikken Minsutó), röviden Rikkentó (立憲党), Ricumintó (立民党), vagy Minsutó (民主党) nevű balközép párt 2017-ben alakult meg Japánban. A pártot 2024-ben Noda Josihiko vezette.

## Története

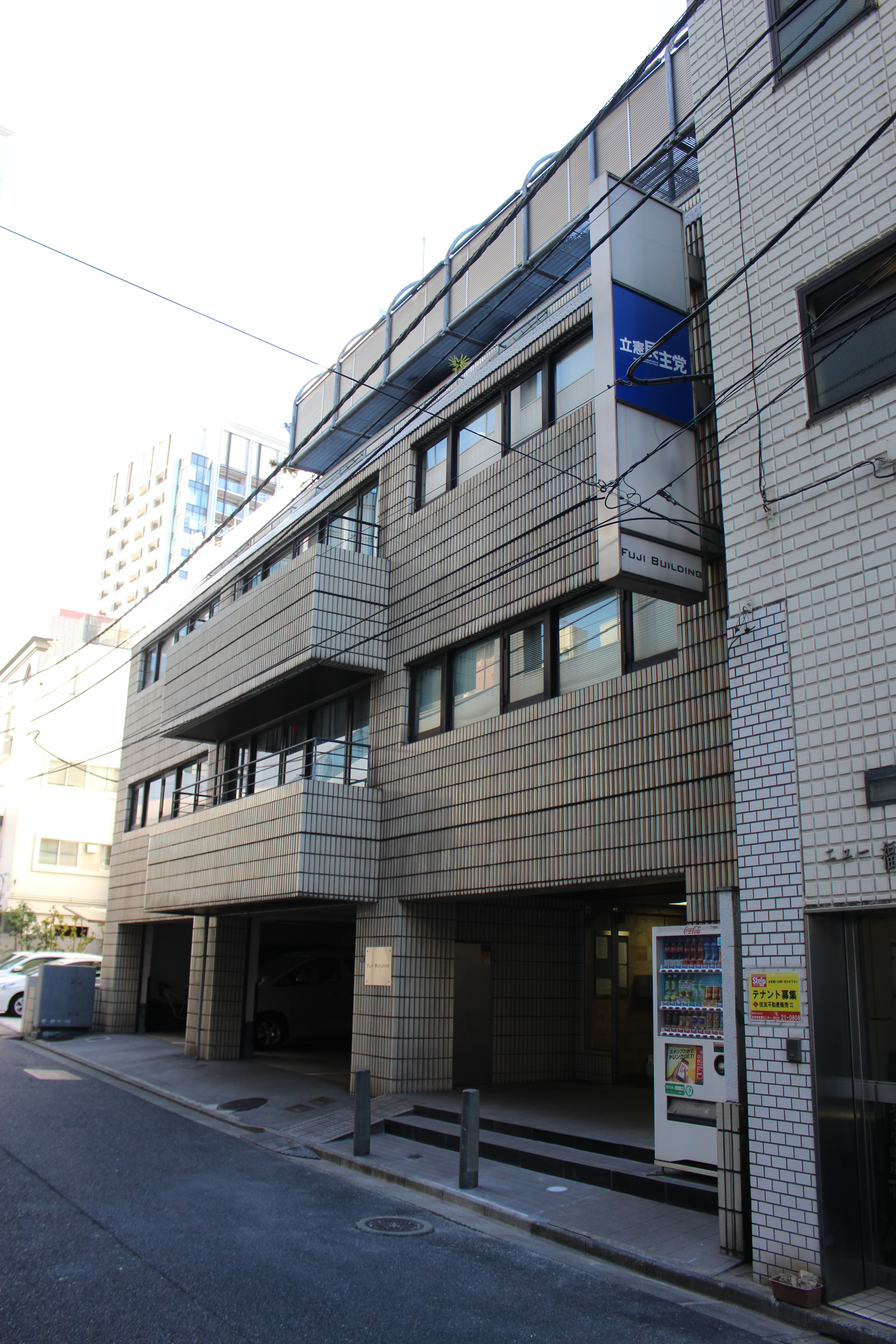
A párt székháza

A párt a 2017-es választásokat megelőzően alakult, miután a vezető ellenzéki párt (a Demokrata Párt) szétszakadt. A választások előtt szeptember 28-án, a Demokrata Párt alsóházi frakciója önként feloszlatta magát abból a célból, hogy a párttagok az újonnan létrejött, Tokiót kormányzó Koike Juriko által alapított Remény Pártjába jelentkezzenek és annak színeiben, vagy pedig függetlenként méressék meg magukat az egyre közeledő választásokon. Az Alkotmányos Demokrata Párt létrejöttét végül október 2-án jelentette be a Demokrata Párt addigi alelnöki tisztségét betöltő Edano Jukio egy sajtótájékoztató keretében. A párt olyan liberális és a DP balszárnyához tartozó emberek számára jött létre, akik vagy nem szeretnének csatlakozni, vagy pedig visszautasították őket nézeteik miatt a Remény Pártjánál (a Remény Pártja erősen konzervatív párt, az értékrendjük szerint túlságosan baloldali emberek tagfelvételi kérelmeit megvétózták).
2017. október 3-án bejelentette az Alkotmányos Demokrata Párt, hogy nem indít saját jelöltet azokban a választókerületekben, ahol korábbi demokratát jelölnek a Remény Pártjából. Ezt a gesztust a Remény Pártja nem viszonozta, Edano körzetében saját jelöltet állítottak. Erre válaszul a Japán Kommunista Párt ebben a körzetben visszaléptette saját jelöltjét Edano javára. A párt végül összesen 55 mandátumot nyert, ezzel az ellenzék vezető pártjává vált.

## Ideológiája
A párt ellenzi az alkotmány 9. cikkének korábban tervbe vett módosítását. A párt támogatja az atomenergiától való függetlenséget és a megújuló energiaforrásokba való kormányzati befektetéseket szorgalmazza, pont úgy, mint a fogyasztási adók emelésének befagyasztását is. A párt támogatja még a szegények és gazdagok közötti szakadék csökkentését és az LGBT jogok kiterjesztését. A párt ellenzi a kaszinók legalizációját és működtetésüket. Az Alkotmányos Demokrata Párt támogatja egy olyan társadalom létrejöttét, amelyben "mindenki egymást támogatva, teljes mértékben kamatoztathatja egyéniségét és kreativitását.

## Fordítás
- Ez a szócikk részben vagy egészben  a   Constitutional Democratic Party of Japan című angol Wikipédia-szócikk ezen változatának fordításán alapul.  Az eredeti cikk szerkesztőit annak laptörténete sorolja fel. Ez a jelzés csupán a megfogalmazás eredetét és a szerzői jogokat jelzi, nem szolgál a cikkben szereplő információk forrásmegjelöléseként.